# Cheritrella truncipennis
Cheritrella truncipennis är en fjärilsart som beskrevs av De Nicéville 1887. Cheritrella truncipennis ingår i släktet Cheritrella och familjen juvelvingar. Inga underarter finns listade i Catalogue of Life.

## Bildgalleri

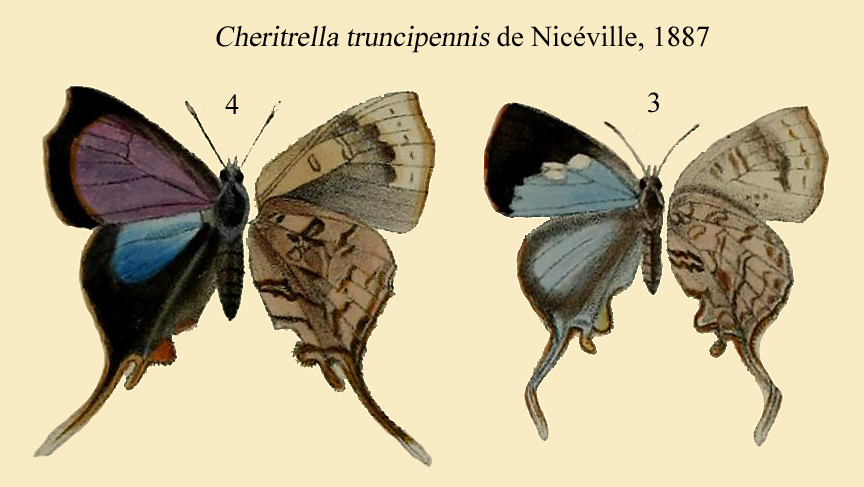
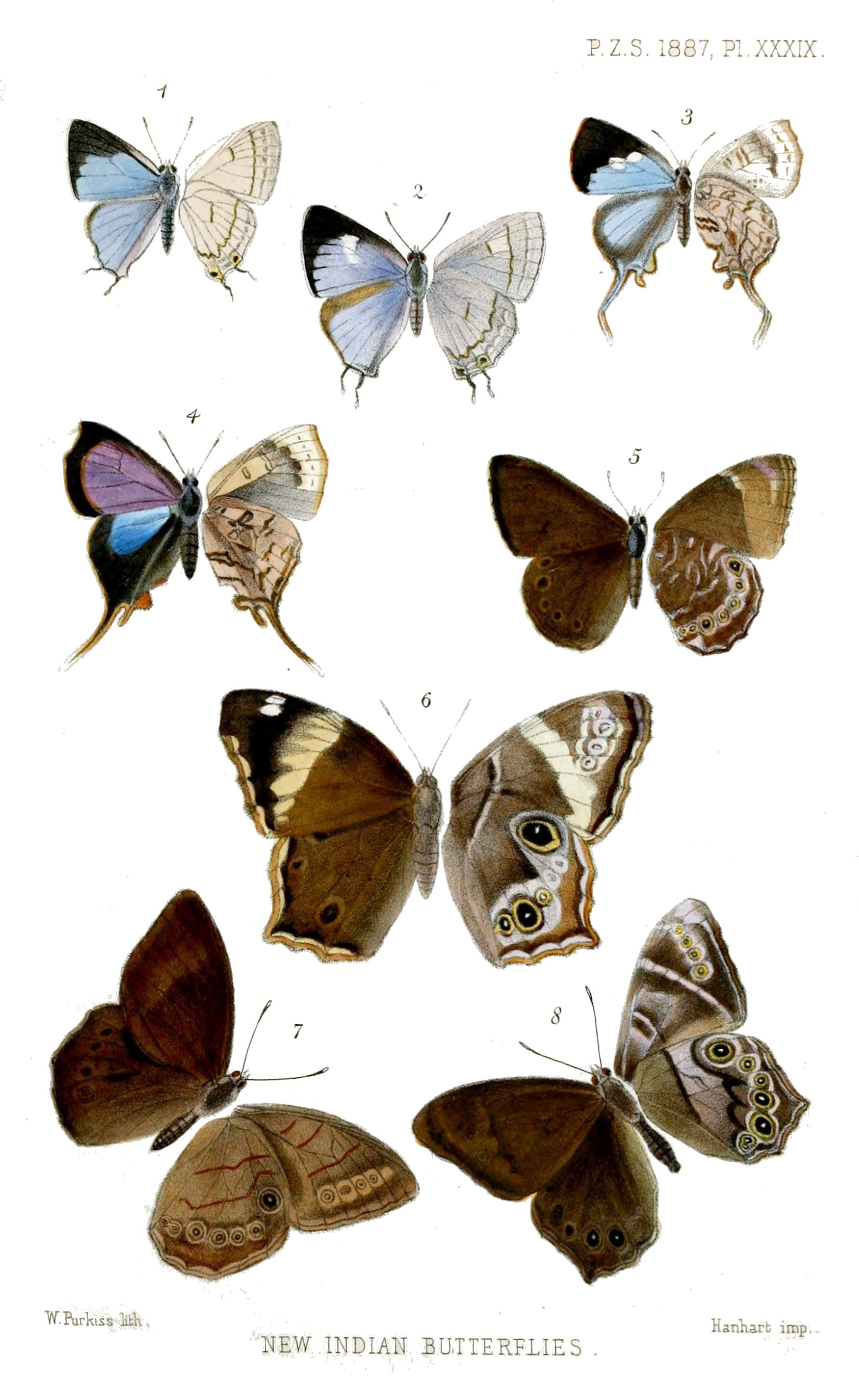